# Belciana subserrata
Belciana subserrata là một loài bướm đêm trong họ Noctuidae.